# Bahnstrecke Kladno–Kralupy nad Vltavou
| Kursbuchstrecke (SŽ): | 093                  |                                         |                                         |
| Streckenlänge: | 25,076 km            |                                         |                                         |
| Spurweite: | 1435 mm (Normalspur) |                                         |                                         |
| Streckenklasse: | C4                   |                                         |                                         |
| Streckengeschwindigkeit: | 60 km/h              |                                         |                                         |
| |                      |                                         |                                         |
| \| \| \| von Praha-Bubny (vorm. BEB) \| \| \| \| 0,000 \| Kladno früher Eisenbahnstation Vejhybka \| Kladno früher Eisenbahnstation Vejhybka \| \| \| \| nach Chomutov (vorm. BEB) \| \| \| \| \| vlečka důl Max (vorm. KND) \| \| \| \| 2,725 \| Kladno město \| Kladno město \| \| \| \| vlečka důl Engerth \| \| \| \| 3,652 \| Kladno-Ostrovec \| Kladno-Ostrovec \| \| \| 6,313 \| Kladno-Švermov \| Kladno-Švermov \| \| \| \| von Vinařice \| \| \| \| \| Staré Kladno früher Alt Kladno \| \| \| \| 7,46 \| Kladno-Dubí \| Kladno-Dubí \| \| \| \| vlečka Thienfeld, Poldihütte \| \| \| \| 9,202 \| Kladno-Vrapice \| Kladno-Vrapice \| \| \| 11,911 \| Brandýsek \| Brandýsek \| \| \| \| Schnellstraße R7 \| \| \| \| 14,062 \| Dřetovice \| Dřetovice \| \| \| \| Praha–Most \| \| \| \| 18,017 \| Zákolany \| Zákolany \| \| \| 19,793 \| Otvovice \| Otvovice \| \| \| 22,648 \| Kralupy nad Vltavou-Minice \| Kralupy nad Vltavou-Minice \| \| \| \| von Podlešín (vorm. StEG) \| \| \| \| \| von Děčín hl.n. (vorm. StEG) \| \| \| \| 25,076 \| Kralupy nad Vltavou \| Kralupy nad Vltavou \| \| \| \| nach Prah Masarykovo n. (vorm. StEG) \| \| \| \| \| nach Neratovice (vorm. TKPE) \| \| |                      |                                         |                                         |
| Strecke |                      | von Praha-Bubny (vorm. BEB)             | von Praha-Bubny (vorm. BEB)             |
| Bahnhof | 0,000                | Kladno früher Eisenbahnstation Vejhybka | Kladno früher Eisenbahnstation Vejhybka |
| Abzweig geradeaus und nach links |                      | nach Chomutov (vorm. BEB)               | nach Chomutov (vorm. BEB)               |
| Kreuzung geradeaus unten (Querstrecke außer Betrieb) |                      | vlečka důl Max (vorm. KND)              | vlečka důl Max (vorm. KND)              |
| Haltepunkt / Haltestelle | 2,725                | Kladno město                            | Kladno město                            |
| Abzweig geradeaus und ehemals nach links |                      | vlečka důl Engerth                      | vlečka důl Engerth                      |
| Bahnhof | 3,652                | Kladno-Ostrovec                         | Kladno-Ostrovec                         |
| Haltepunkt / Haltestelle | 6,313                | Kladno-Švermov                          | Kladno-Švermov                          |
| Abzweig geradeaus und ehemals von links |                      | von Vinařice                            | von Vinařice                            |
| Kopfbahnhof Streckenanfang und quer (Strecke außer Betrieb) · Abzweig geradeaus und ehemals von rechts |                      | Staré Kladno früher Alt Kladno          | Staré Kladno früher Alt Kladno          |
| Bahnhof | 7,46                 | Kladno-Dubí                             | Kladno-Dubí                             |
| Abzweig geradeaus und nach rechts |                      | vlečka Thienfeld, Poldihütte            | vlečka Thienfeld, Poldihütte            |
| Haltepunkt / Haltestelle | 9,202                | Kladno-Vrapice                          | Kladno-Vrapice                          |
| Bahnhof | 11,911               | Brandýsek                               | Brandýsek                               |
| Brücke |                      | Schnellstraße R7                        | Schnellstraße R7                        |
| Haltepunkt / Haltestelle | 14,062               | Dřetovice                               | Dřetovice                               |
| Kreuzung geradeaus unten |                      | Praha–Most                              | Praha–Most                              |
| Haltepunkt / Haltestelle | 18,017               | Zákolany                                | Zákolany                                |
| Bahnhof | 19,793               | Otvovice                                | Otvovice                                |
| Haltepunkt / Haltestelle | 22,648               | Kralupy nad Vltavou-Minice              | Kralupy nad Vltavou-Minice              |
| Abzweig geradeaus und von links |                      | von Podlešín (vorm. StEG)               | von Podlešín (vorm. StEG)               |
| Abzweig geradeaus und von links |                      | von Děčín hl.n. (vorm. StEG)            | von Děčín hl.n. (vorm. StEG)            |
| Bahnhof | 25,076               | Kralupy nad Vltavou                     | Kralupy nad Vltavou                     |
| Abzweig geradeaus und nach rechts |                      | nach Prah Masarykovo n. (vorm. StEG)    | nach Prah Masarykovo n. (vorm. StEG)    |
| Strecke |                      | nach Neratovice (vorm. TKPE)            | nach Neratovice (vorm. TKPE)            |

Die Bahnstrecke Kladno–Kralupy nad Vltavou ist eine Eisenbahnverbindung in Tschechien, die ursprünglich durch die k.k. priv. Buschtěhrader Eisenbahn (BEB) erbaut und betrieben wurde. Sie verläuft in Mittelböhmen von Kralupy nad Vltavou nach Kladno.
Die Strecke Kladno–Kralupy nad Vltavou ist im Eisenbahnnetz der Tschechischen Republik als gesamtstaatliche Bahn („celostátní dráha“) klassifiziert.

## Geschichte
Die Strecke von Kladno nach Kralupy war die erste Eisenbahnverbindung der Buschtěhrader Eisenbahn. Der Bau der Strecke begann bereits fast ein Jahr vor der Erteilung der beantragten Konzession durch die Firma der Gebrüder Klein. Am 5. November 1855 konnte ein erster provisorischer Betrieb beginnen. Die Konzession zum Betrieb der Strecke erhielt die Buschtěhrader Eisenbahn schließlich am 20. November 1855.
Die Feierlichkeiten zur offiziellen Streckeneröffnung fanden am 23. Februar 1856 statt. An diesem Tag verkehrte ein Sonderzug von Prag über Kralupy nach Kladno. Ab 23. Juli 1856 verkehrten dann auch Personenzüge.
Im Jahr 1863 erhielt die BEB die Konzession zum Umbau der alten Pferdebahn zwischen Prag und Vejhybka auf Dampfbetrieb und Normalspur, 1867 die entsprechende Konzession auch für den Streckenabschnitt Vejhybka–Lány. In dem Zusammenhang errichtete die BEB schließlich eine neue Trasse von Dubí zur Eisenbahnstation Vejhybka, die in großem Bogen um Kladno herumführte. Sie wurde am 23. Februar 1872 für den Gesamtverkehr eingeweiht. Zwischen Dubí und Altkladno wurde am gleichen Tag der Reiseverkehr eingestellt.
Der Fahrplan von 1912 verzeichnete für die Strecke Kladno–Kralup nur drei Reisezugpaare, von denen eines nur von und nach Dubí verkehrte. Sie benötigten für die Gesamtstrecke etwa eine Stunde. Die Buschtěhrader Eisenbahn wurde zum 1. Januar 1923 als eine der letzten großen Privatbahnen in Böhmen verstaatlicht. Fortan war die Strecke in das Netz der Tschechoslowakischen Staatsbahnen (ČSD) integriert.
Ab Ende der 1920er Jahre wurde der Fahrplan mehr und mehr verdichtet, was insbesondere im Einsatz neu beschaffter, moderner Motortriebwagen begründet war. Der Fahrplan von 1937 verzeichnete insgesamt neun Personenzugpaare, von denen lediglich noch drei als klassischer Wagenzug mit Dampflokomotive verkehrten. Bergwärts nach Kladno betrugen die Fahrzeiten weiterhin etwa eine Stunde, talwärts benönötigte der schnellste (als Triebwagen geführte) Zug hingegen nur noch 45 Minuten.
Im Oktober 1950 wurde die Strecke zwischen Staré Kladno und Kladno-Dubí zur Anschlussbahn („vlečka“) abgestuft.

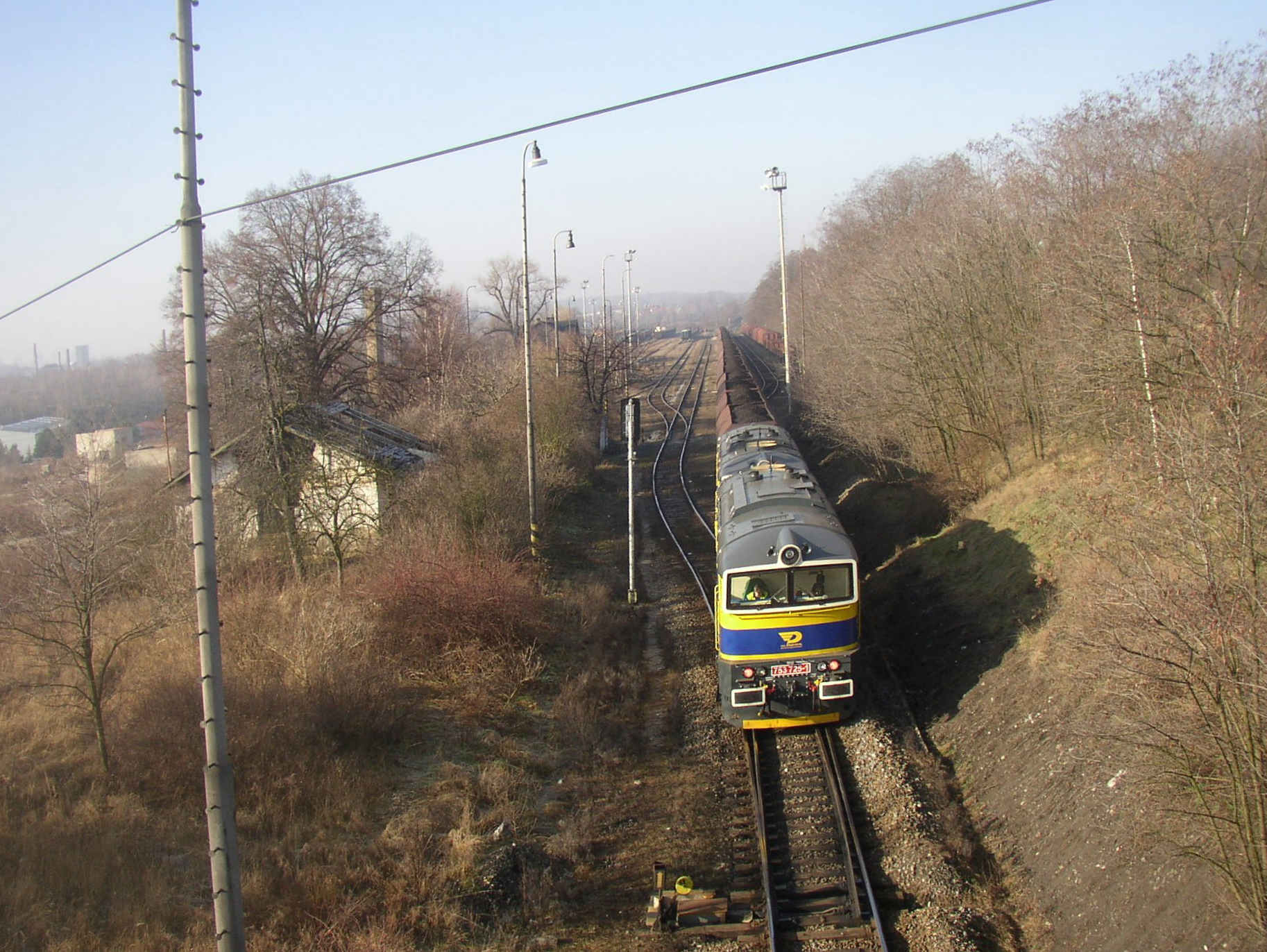
Kohleganzzug von OKD Doprava in Kladno-Dubí (2008)

Die alte Strecke von Staré Kladno verlor ihren Verkehr im Zusammenhang mit dem Bau eines neuen Walzwerkes in Dříň, das über eine neugebaute Anschlussbahn angeschlossen wurde. Der letzte Güterzug verkehrte am 7. November 1983. Um 1990 wurde die Strecke Staré Kladno–Kladno-Dubí abgebrochen.
Am 1. Januar 1993 ging die Strecke infolge der Auflösung der Tschechoslowakei an die neu gegründete tschechische Staatsbahngesellschaft České dráhy (ČD) über. Seit 2003 gehört sie zum Netz des staatlichen Infrastrukturbetreibers Správa železniční dopravní cesty (SŽDC).
Zwischen Kladno und Kralupy nad Vltavou wurde die Strecke im Jahr 2011 im Zweistundentakt von Personenzügen bedient. Zudem ist die Strecke zwischen Kladno und Kladno-Ostrovec in das Netz der Esko Praha integriert. Die Linie S5 (Praha Masarykovo nádraží–Kladno-Ostrovec) bedient die Strecke im Stundentakt. Ergänzend verkehren zweistündlich Eilzüge der Linie R5 in der gleichen Relation. Darüber hinaus besteht auch ein dichter Güterverkehr, der zum Teil von ČD Cargo als auch von kleineren privaten Eisenbahnverkehrsunternehmen abgewickelt wird. Unter anderem verkehrt zweimal täglich ein Ganzzug mit Braunkohle aus dem Nordböhmischen Becken zur Versorgung des Kraftwerkes Kladno mit Brennstoffen.
Der Abschnitt von Kladno bis Kladno-Ostrovec soll in den Jahren 2021 bis 2023 im Rahmen der Planungen für eine Schnellbahnverbindung von Prag nach Kladno zweigleisig ausgebaut und elektrifiziert werden. Die Ausschreibung gewann die Firma Metroprojekt, die mit 93 Millionen Kronen das günstigste Angebot abgegeben hatte.

## Bilder

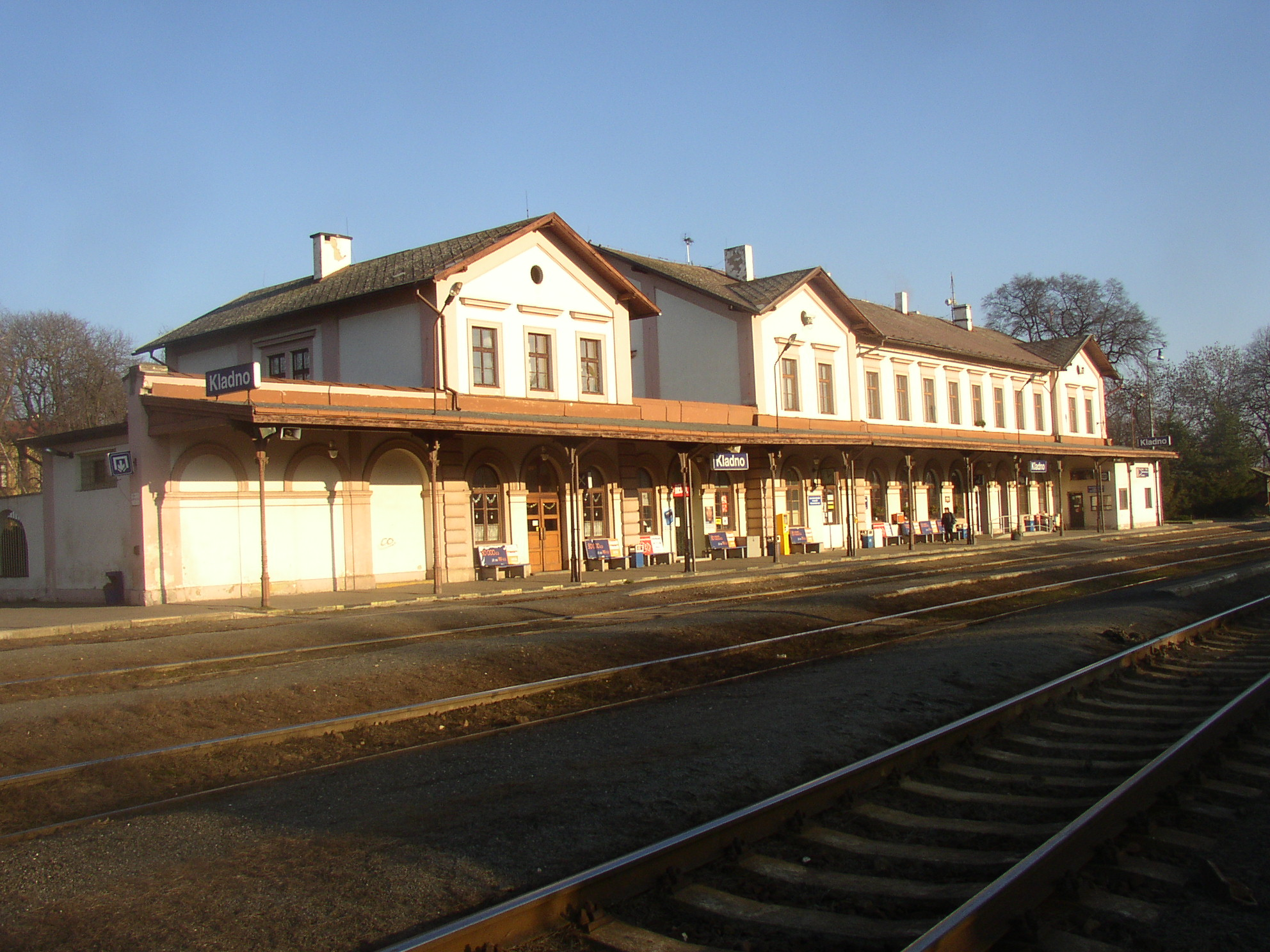
Kladno („Vejhybka“)
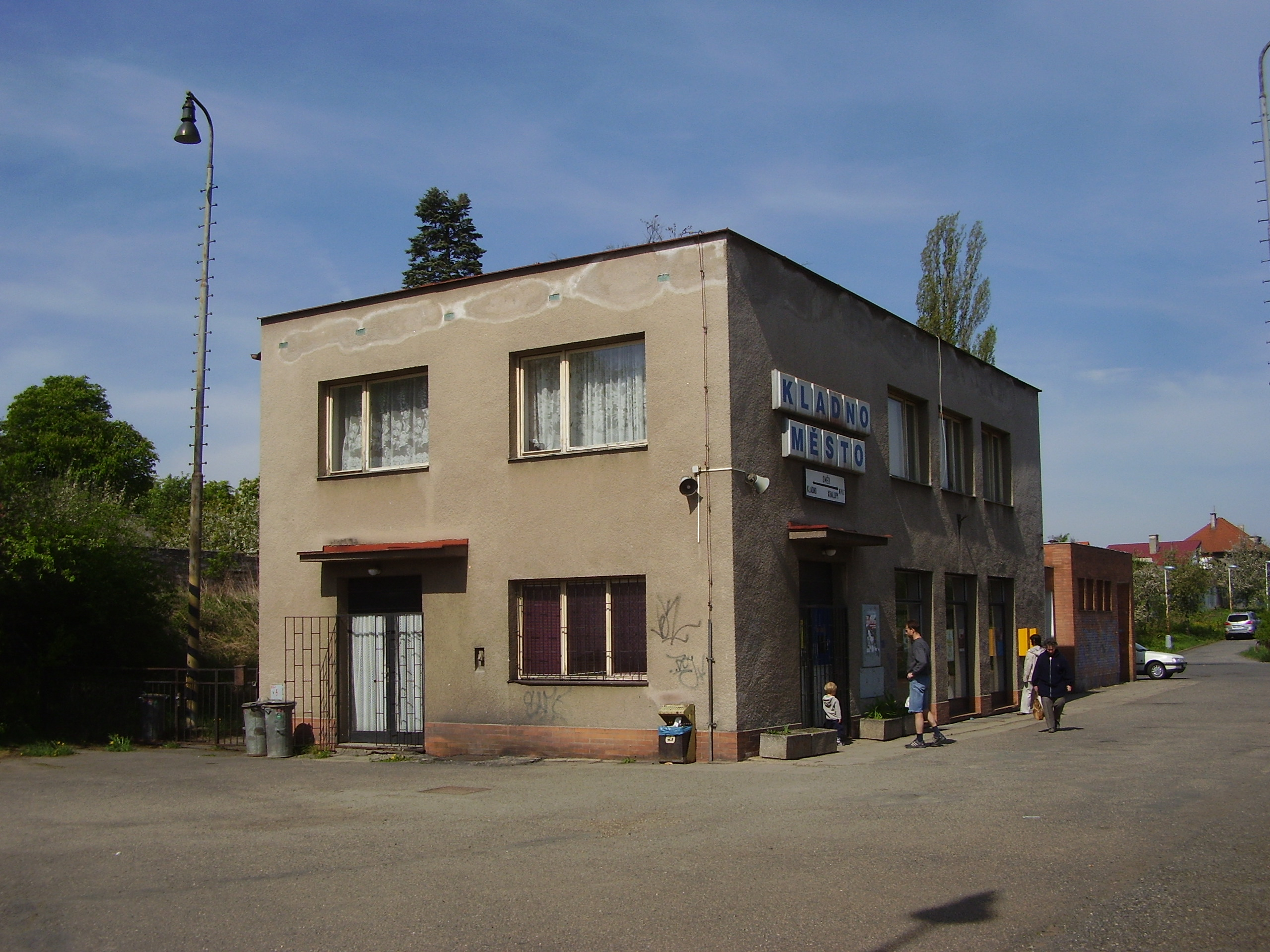
Kladno město
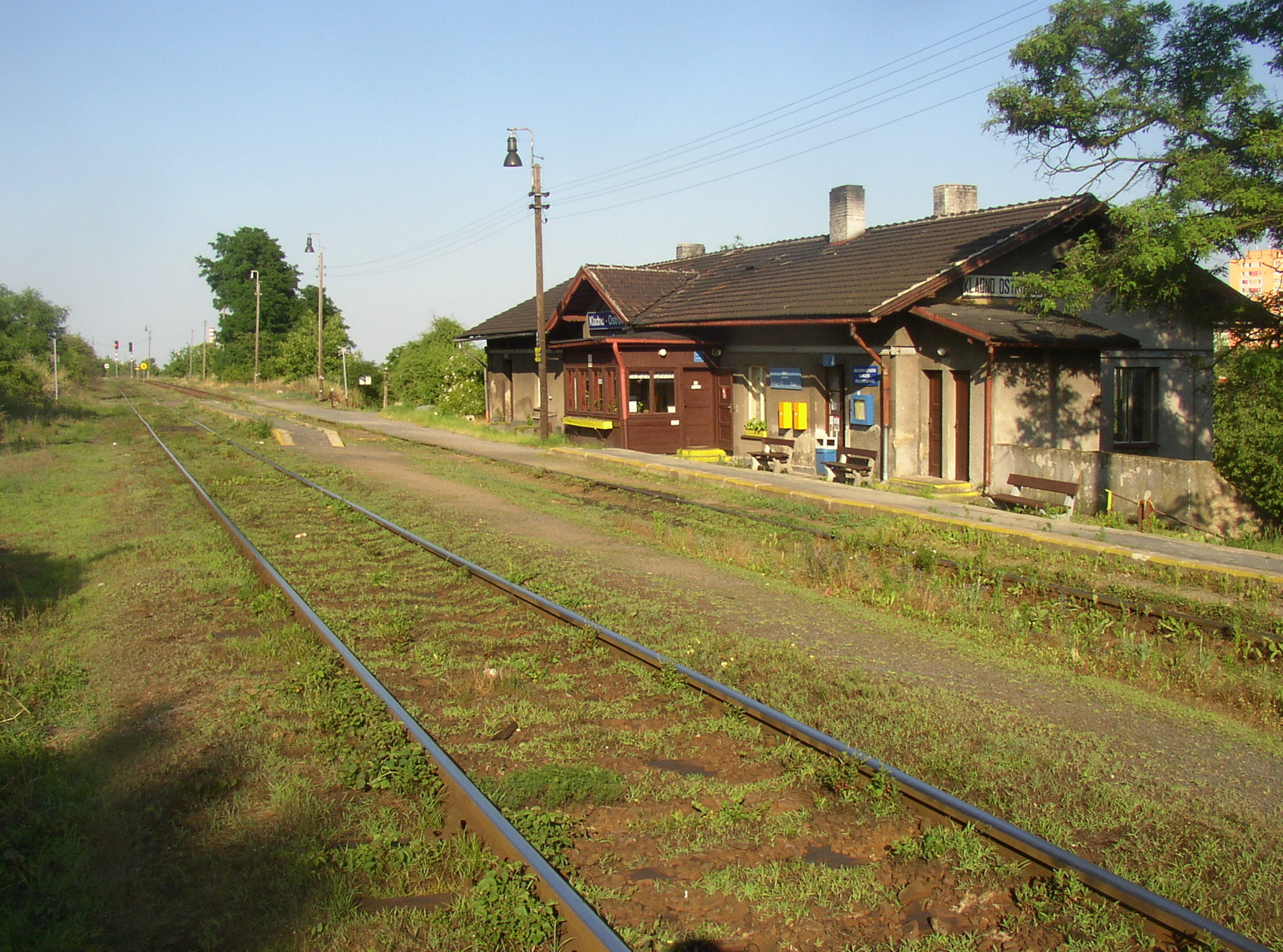
Kladno-Ostrovec
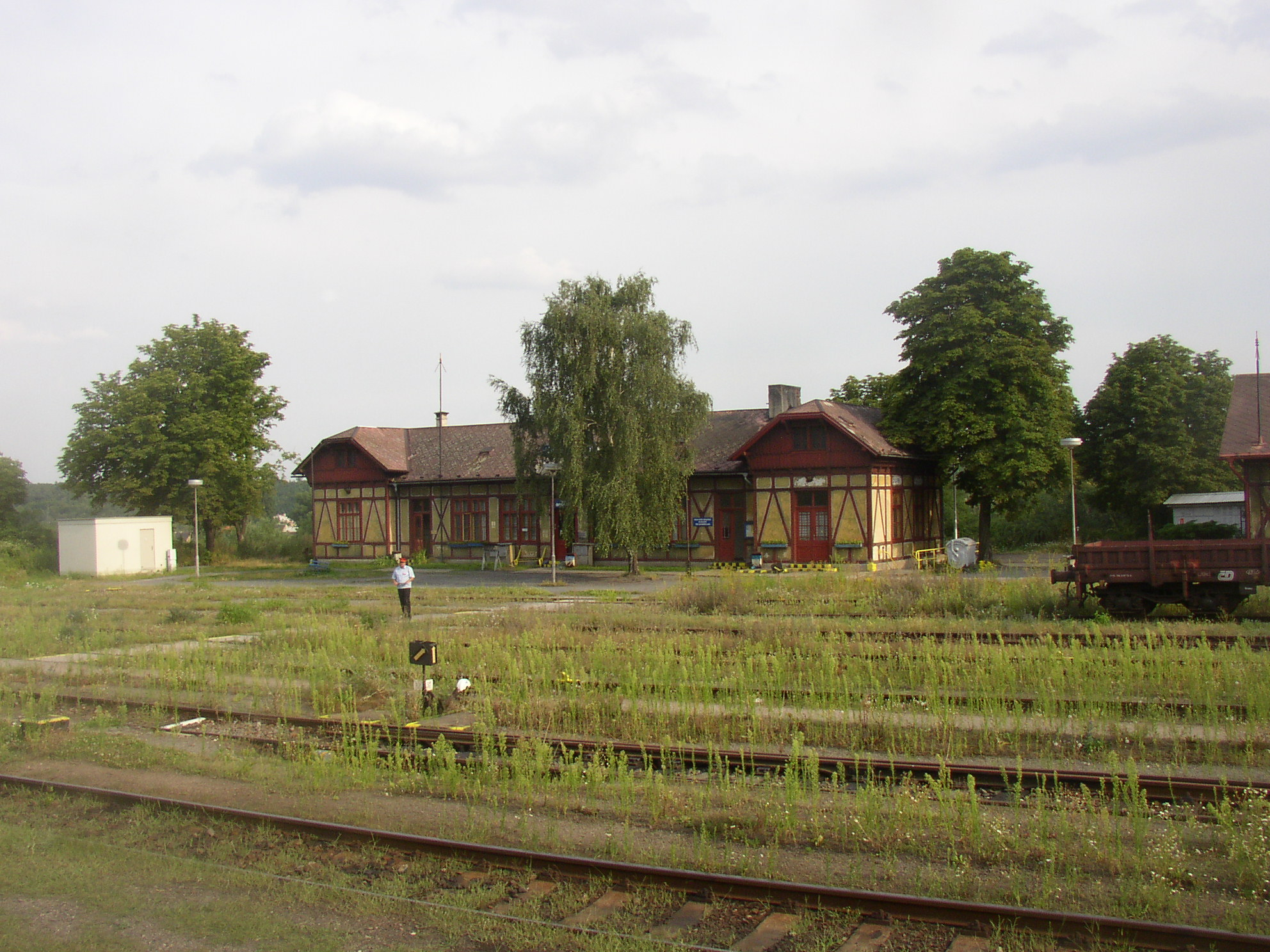
Kladno-Dubí
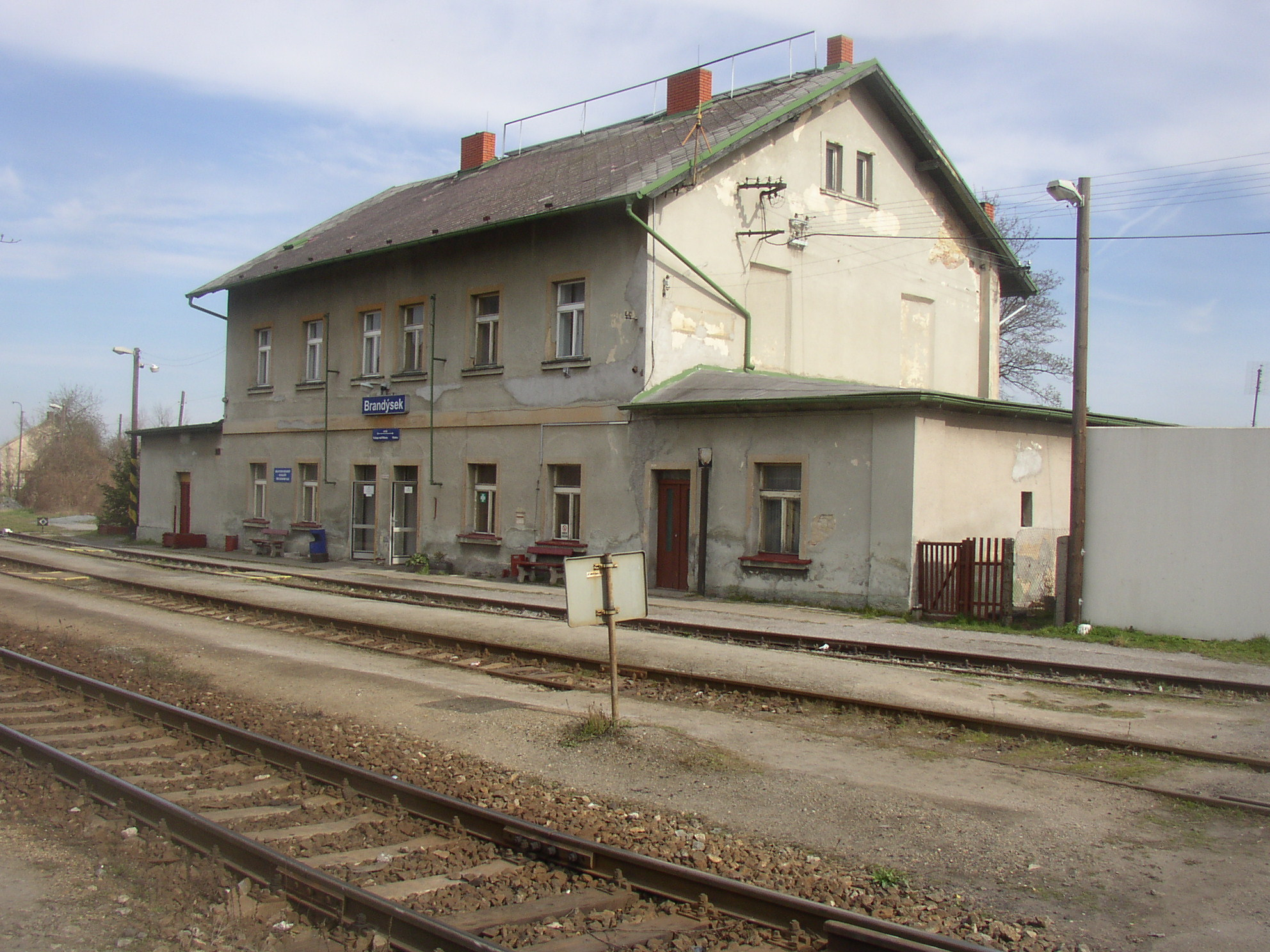
Brandýsek
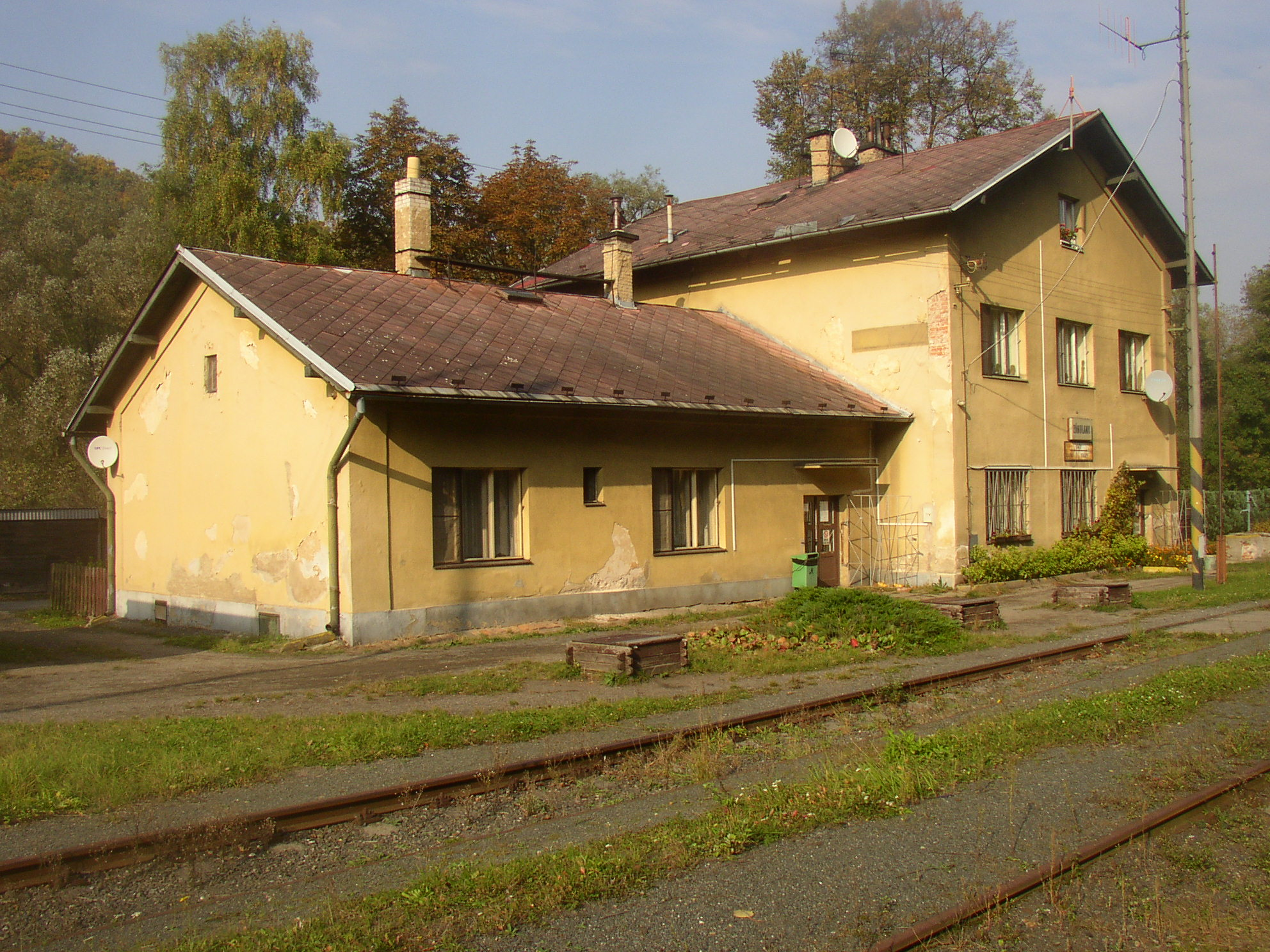
Zákolany
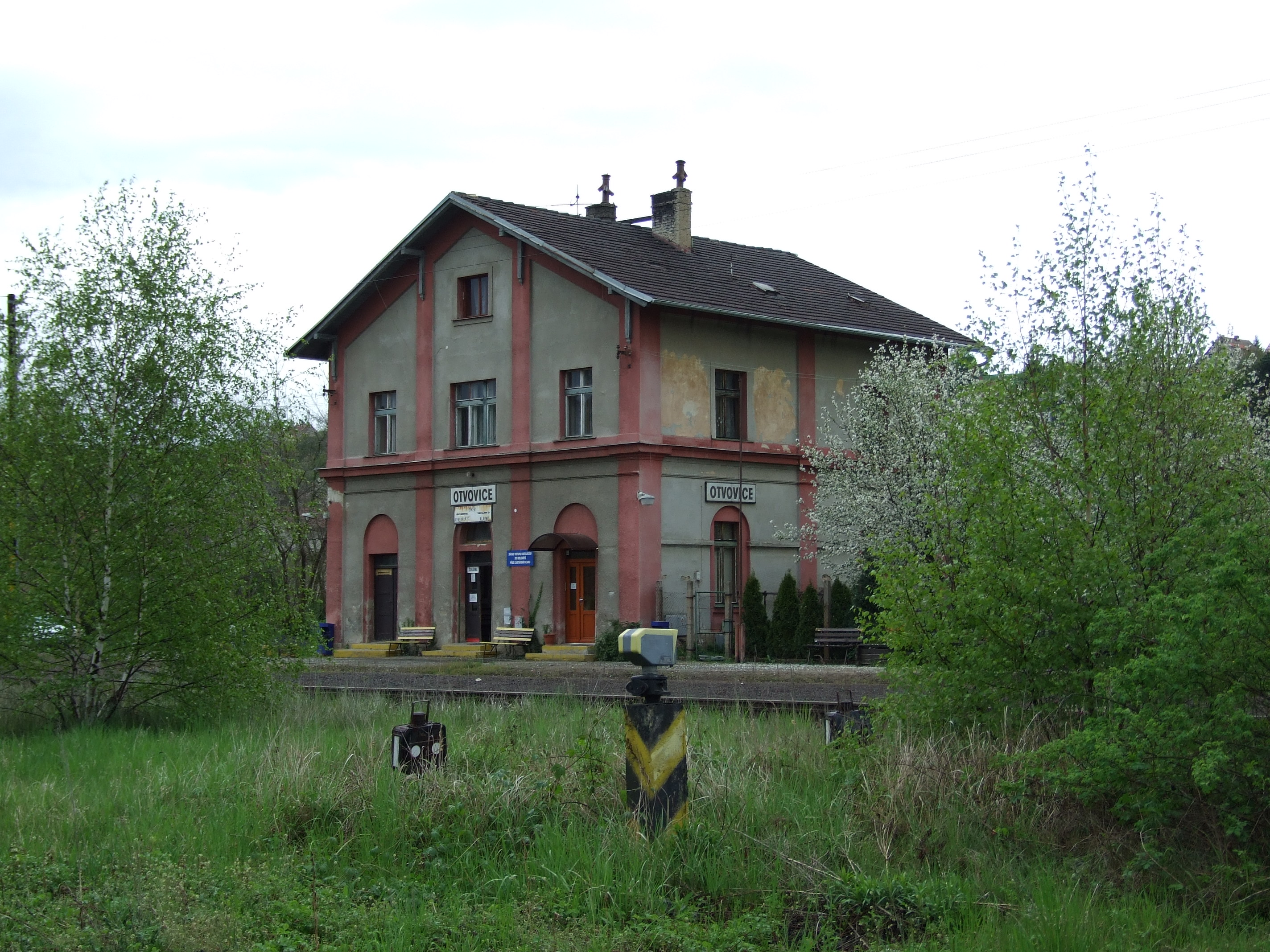
Otvovice
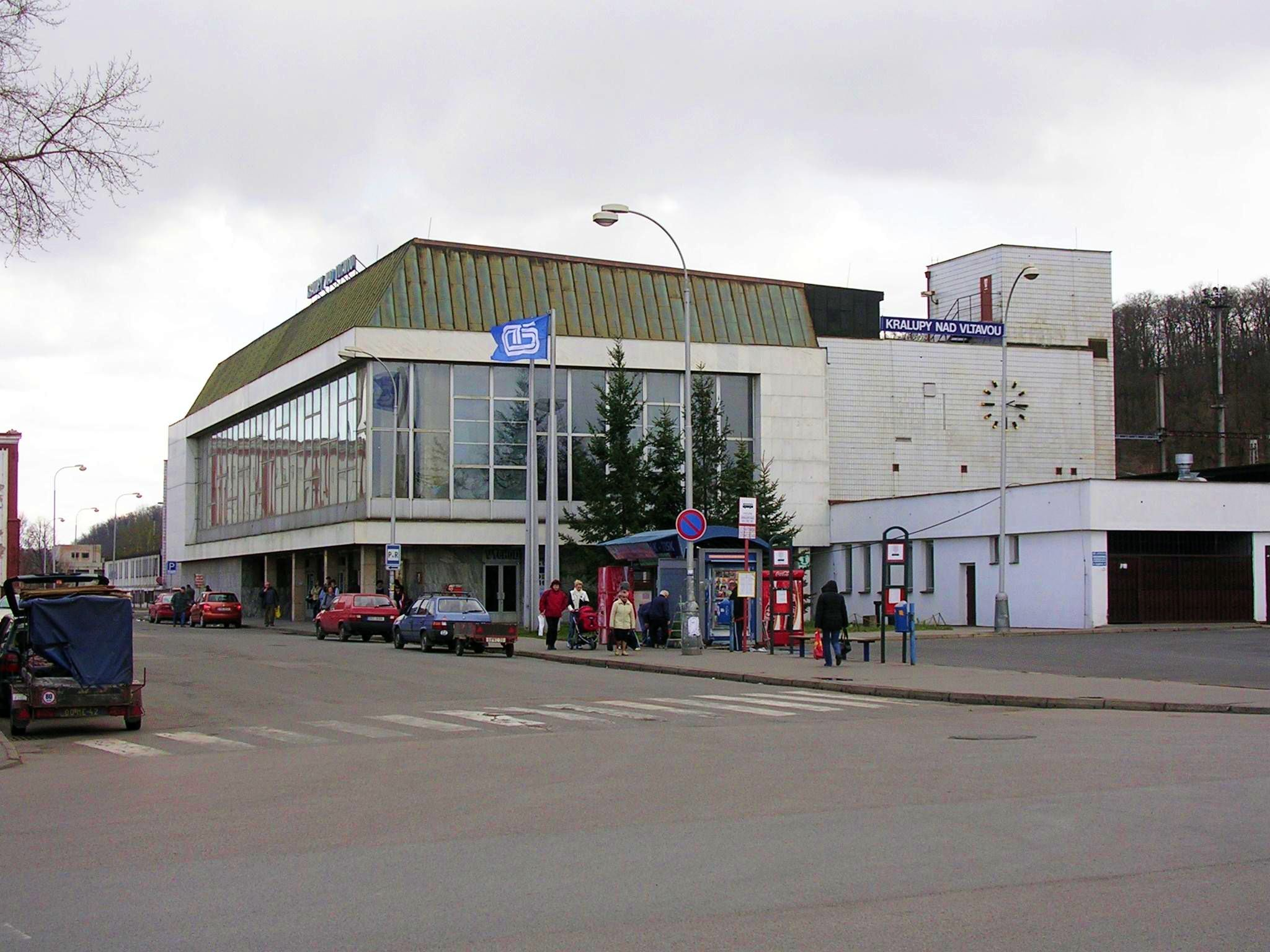
Kralupy nad Vltavou